# Liste des préfets du Morbihan
La liste des préfets du Morbihan répertorie les préfets du département français du Morbihan depuis sa création, le 1er avril 1800. Le siège de la préfecture se situe à Vannes.

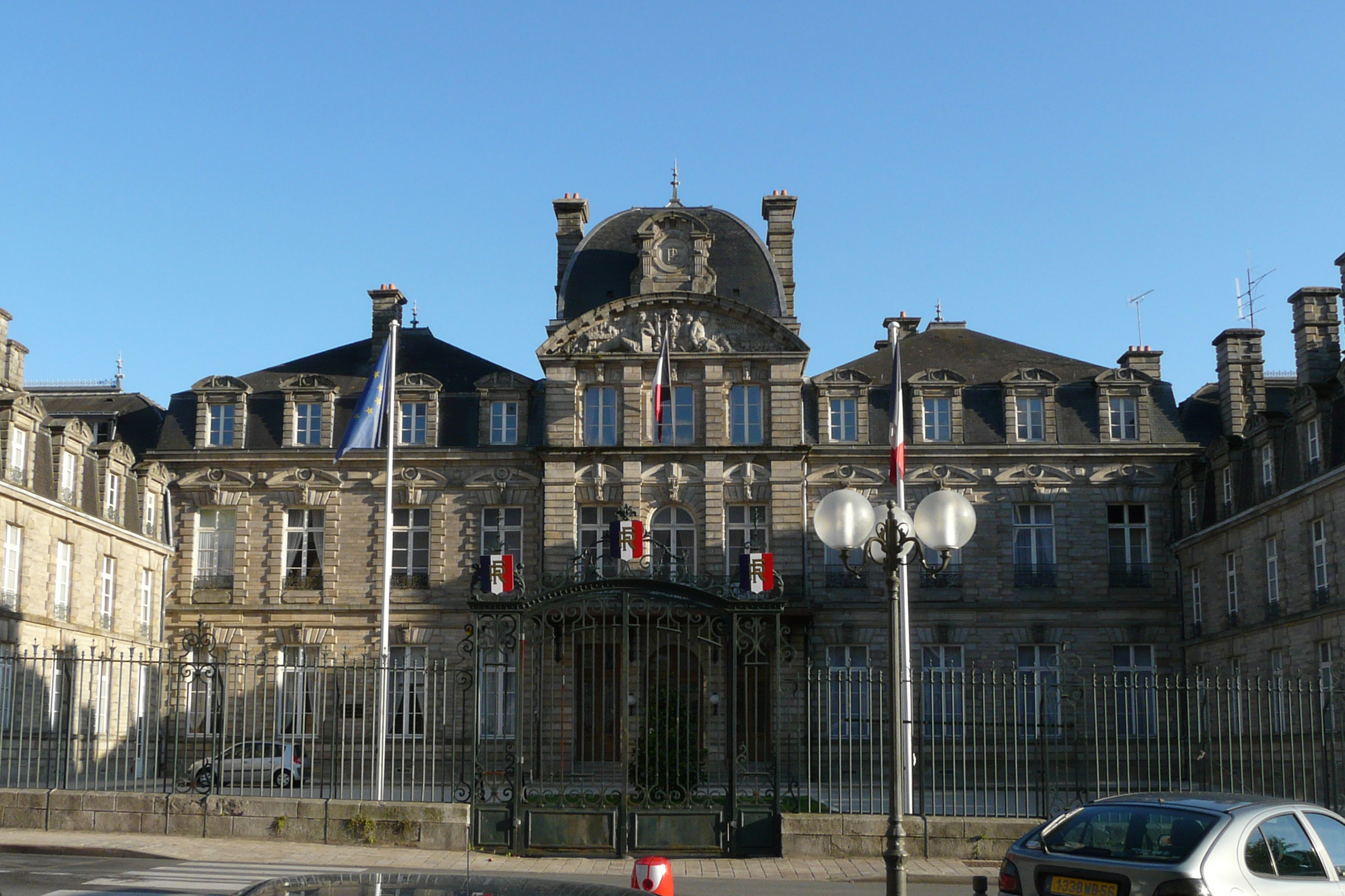
Hôtel de préfecture du Morbihan à Vannes.

Depuis le 7 mai 2025, le préfet du Morbihan est Michaël Galy.

## Liste des préfets du Morbihan

### Première République
| Décret de nomination | Mandat                            | Nom                      | Notes                                                                                    |
| -------------------- | --------------------------------- | ------------------------ | ---------------------------------------------------------------------------------------- |
| 9 mars 1800          | 1er avril 1800 – 1er août 1801    | Pierre Giraud du Plessis | Maire de Nantes Député au Conseil des anciens                                            |
| 12 avril 1800        | 11 août 1801 – 1er octobre 1801   | Ange Guillo du Bodan     | Conseiller de préfecture Préfet par intérim Maire de Vannes                              |
| 28 juillet 1801      | 28 juillet 1801 – 26 juillet 1814 | Louis Jullien            | Général de Brigade Commandeur de la Légion d'honneur Comte de l'Empire Conseiller d'État |

### Première Restauration
| Date du décret de nomination | Mandat                         | Nom du préfet      | Notes |
| ---------------------------- | ------------------------------ | ------------------ | ----- |
| 26 juillet 1814              | 26 juillet 1814 – 22 mars 1815 | Jacques de Floirac |       |

### Cent-Jours
| Date du décret de nomination | Mandat                         | Nom du préfet | Notes |
| ---------------------------- | ------------------------------ | ------------- | ----- |
| 22 mars 1815                 | 22 mars 1815 – 14 juillet 1815 | Louis Jullien |       |

### Seconde Restauration
| Ordonnance de nomination | Mandat                        | Nom du préfet                      | Notes |
| ------------------------ | ----------------------------- | ---------------------------------- | ----- |
| 14 juillet 1815          | 1er août 1815 – 16 avril 1816 | Augustin Musnier de la Converserie |       |
| 18 avril 1816            | 13 mai 1816 – 12 août 1818    | Armand de Marnière de Guer         |       |
| 12 août 1818             | 19 août 1818 – 10 août 1830   | Augustin de Chazelles              |       |

### Monarchie de Juillet
| Ordonnance de nomination | Mandat                                       | Nom du préfet         | Notes                       |
| ------------------------ | -------------------------------------------- | --------------------- | --------------------------- |
| 10 août 1830             | 10 août 1830 au 28 février 1848              | Édouard Lorois        |                             |
| Février 1848             | Entre les Trois Glorieuses et le 2 mars 1848 | Charles Victor Beslay | Commissaire du Gouvernement |

### Seconde République
| Décret de nomination | Mandat                             | Nom du préfet                 | Notes                                                              |
| -------------------- | ---------------------------------- | ----------------------------- | ------------------------------------------------------------------ |
| Avant 10 mars 1848   | Avant le 10/13 mars 1848           | Jacques Hippolyte de Maunoury | Commissaire du Gouvernement - avec pouvoirs égaux à ceux de Guépin |
| 15 mars 1848         | 14/15 mars 1848 au 18 avril 1848   | Frédéric Ange Marie Guerin    | Commissaire du Gouvernement - avec pouvoirs égaux à ceux de Guépin |
| 16 mars 1848         | 14/16 mars 1848 au 10 juillet 1848 | Ange Guépin                   | Commissaire du Gouvernement                                        |

### Second Empire
| Décret de nomination | Mandat                       | Nom du préfet              | Notes |
| -------------------- | ---------------------------- | -------------------------- | ----- |
| 6 juillet 1848       | 6/22 juillet 1848            | Henri Tricoche             |       |
| 20 novembre 1849     | 20 novembre/19 décembre 1848 | Jean-Baptiste Boulage      |       |
| 9 juin 1858          | 9 juin/14 juin 1858          | Charles Poriquet           |       |
| 29 avril 1861        | 29 avril/16 mai 1861         | Jean Auguste Lefebvre      |       |
| 11 septembre 1864    | 10 septembre/5 octobre 1864  | Olivier Reneufre           |       |
| 20 avril 1868        | 20 avril/18 mai 1868         | Adrien Hippolyte Sohier    |       |
| 8 novembre 1869      | 8 novembre/20 décembre 1869  | Eugène Janvier de La Motte |       |

### Troisième République
| Décret de nomination           | Mandat                             | Nom du préfet                         | Notes                                         |
| ------------------------------ | ---------------------------------- | ------------------------------------- | --------------------------------------------- |
| -                              | 31 janvier/18 février 1870         | Augustin Lempereur de Saint Pierre    |                                               |
| 7 octobre 1870                 | 1/3 octobre 1870                   | François Ratier                       |                                               |
| -                              | 25/29 mars 1871                    | Charles Delpon de Vissec              |                                               |
| 9 juin 1873                    | 9/16 juin 1873 au 18 décembre 1877 | Emmanuel de Rorthays de Saint-Hilaire | Confirmé le 21 mai 1877                       |
| 19 mai 1877                    | 19 mai 1877                        | Arthur-Henri de Faret de Fournès      | Préfet éphémère                               |
| 18 décembre 1877               | 18/24 décembre 1877                | Virgile Raymond Saisset-Schneider     |                                               |
| 15 mars 1879                   | 15/23 mars 1879                    | Edmond Rondineau                      |                                               |
| 22 décembre 1879               | 2/12 décembre 1879                 | Léon de Montluc                       |                                               |
| 5 septembre 1881               | Septembre 1881                     | Henri Vel                             |                                               |
| 28 février 1882                | 28 février/6 mars 1882             | Côme Damien Dufraisse                 |                                               |
| 4 avril 1883                   | 4/7 avril 1883                     | Eugène Courtois                       | Fondateur du Progrès du Morbihan              |
| 25 avril 1885                  | 25 avril/1er mai 1885              | Louis Bret                            |                                               |
| 20 juin 1888                   | 20 juin/1er juillet 1888           | Aristide Demangeat                    |                                               |
| 22 mars 1889                   | 22/29 mars 1889                    | Pierre Sylvain Roger                  |                                               |
| 7 janvier 1891                 | 7/24 janvier 1891                  | Henri Marie Gabriel Poirson           |                                               |
| 6 octobre 1894                 | 6/15 octobre 1894                  | Gabriel Léopold Gravier               |                                               |
| 13 octobre 1896                | 13 octobre/11 novembre 1896        | Marie-Antoine Chadenier               |                                               |
| 4 octobre 1897                 | 13 septembre/1er octobre 1897      | Alfred Marie                          |                                               |
| 8 avril 1901                   | 24 mars/8 avril 1901               | Ernest Moullé                         |                                               |
| 1er avril 1905                 | 31 mars/27 avril 1905              | Jacques du Chaylard                   |                                               |
| 22 juillet 1909                | 22 juillet/1er août 1909           | Alfred Roth                           |                                               |
| 28 décembre 1915               | 1916                               | Marie-Louis Grimaud                   | Préfet par intérim                            |
| 30 octobre 1917                | 1917                               | Paul Mathivet                         | n'a pas pris ses fonctions                    |
| 30 octobre 1917 2 février 1918 | 1917 1918-1930                     | Pierre Guillemaut                     | Préfet par intérim puis nomination définitive |
| 31 mai 1930                    | 1930                               | Paul Cameau                           |                                               |
| 8 juin 1932                    | 1932                               | Fernand Leroy                         |                                               |
| 14 octobre 1933                | 1933                               | Robert Billecard                      |                                               |
| 16 décembre 1933               | 1933                               | Jules Scamaroni                       |                                               |
| 26 novembre 1936               | 1936                               | Henri Piton                           |                                               |

### Régime de Vichy
| Décret de nomination | Mandat                               | Nom du préfet  | Notes   |
| -------------------- | ------------------------------------ | -------------- | ------- |
| 3 septembre 1941     | 3 septembre 1941 au 14 novembre 1941 | Robert Cousin  | Intérim |
| 14 novembre 1941     | 1941                                 | Paul Grimaud   |         |
| 24 octobre 1942      | 1942                                 | Pierre Marage  |         |
| 24 janvier 1944      | 1944                                 | Roger Constant |         |
| 17 novembre 1944     | 4 août 1944                          | Jacques Onfroy |         |

### Quatrième République
| Décret de nomination | Mandat | Nom du préfet      | Notes |
| -------------------- | ------ | ------------------ | ----- |
| 1er mars 1946        | 1946   | Jean Laporte       |       |
| 26 juillet 1950      | 1950   | Robert Lécuyer     |       |
| 31 octobre 1951      | 1951   | Gilbert Philipson  |       |
| 19 mars 1957         | 1957   | Roland Luc Béchoff |       |
| 25 avril 1957        | 1957   | Gaston Villéger    |       |

### Cinquième République
| Décret de nomination | Mandat ou date d'installation | Nom du préfet          | Notes                                    |
| -------------------- | ----------------------------- | ---------------------- | ---------------------------------------- |
| 10 janvier 1962      | 1962                          | Jean-Paul Roy          |                                          |
| 20 juillet 1966      | 1966                          | Jacques Penel          |                                          |
| 9 janvier 1970       | 1970                          | Yves-Bertrand Burgalat |                                          |
| 10 août 1972         | 1972                          | Roland Faugère         |                                          |
| 12 février 1975      | 1975                          | Jean-Marie Dandé       |                                          |
| 25 mars 1976         | 1976                          | Henri Baudequin        |                                          |
| 9 août 1979          | 1979                          | Jacques Monestier      |                                          |
| 25 novembre 1981     | 1981                          | Jean Desgranges        |                                          |
| 26 août 1985         | 1985                          | Bernard Mailfait       | Commissaire de la République du Morbihan |
| 25 janvier 1988      | 1988                          | Philippe Parant        | Commissaire de la République du Morbihan |
| 27 janvier 1992      | 1992                          | Jean-René Garnier      |                                          |
| 24 août 1995         | 1995                          | Jean-Pierre Lacroix    |                                          |
| 9 février 1998       | 1998                          | Joël Lebeschu          |                                          |
| 18 août 1999         | 1999                          | Gilles Bouilhaguet     |                                          |
| 16 juillet 2003      | 2003                          | Élisabeth Allaire      |                                          |
| 28 août 2006         | 2006                          | Laurent Cayrel         |                                          |
| 6 juillet 2009       | 2009                          | François Philizot      |                                          |
| 31 janvier 2011      | 2011                          | Jean-François Savy     |                                          |
| 31 mars 2015         | 2015                          | Thomas Degos           |                                          |
| 20 avril 2016        | 2015                          | Raymond Le Deun        |                                          |
| 10 juillet 2019      | 2019                          | Patrice Faure          |                                          |
| 19 mai 2021          | 2021                          | Joël Mathurin          |                                          |
| 10 août 2022         | 2022                          | Pascal Bolot           |                                          |
| 7 mai 2025           | 2025                          | Michaël Galy           |                                          |

## Galerie

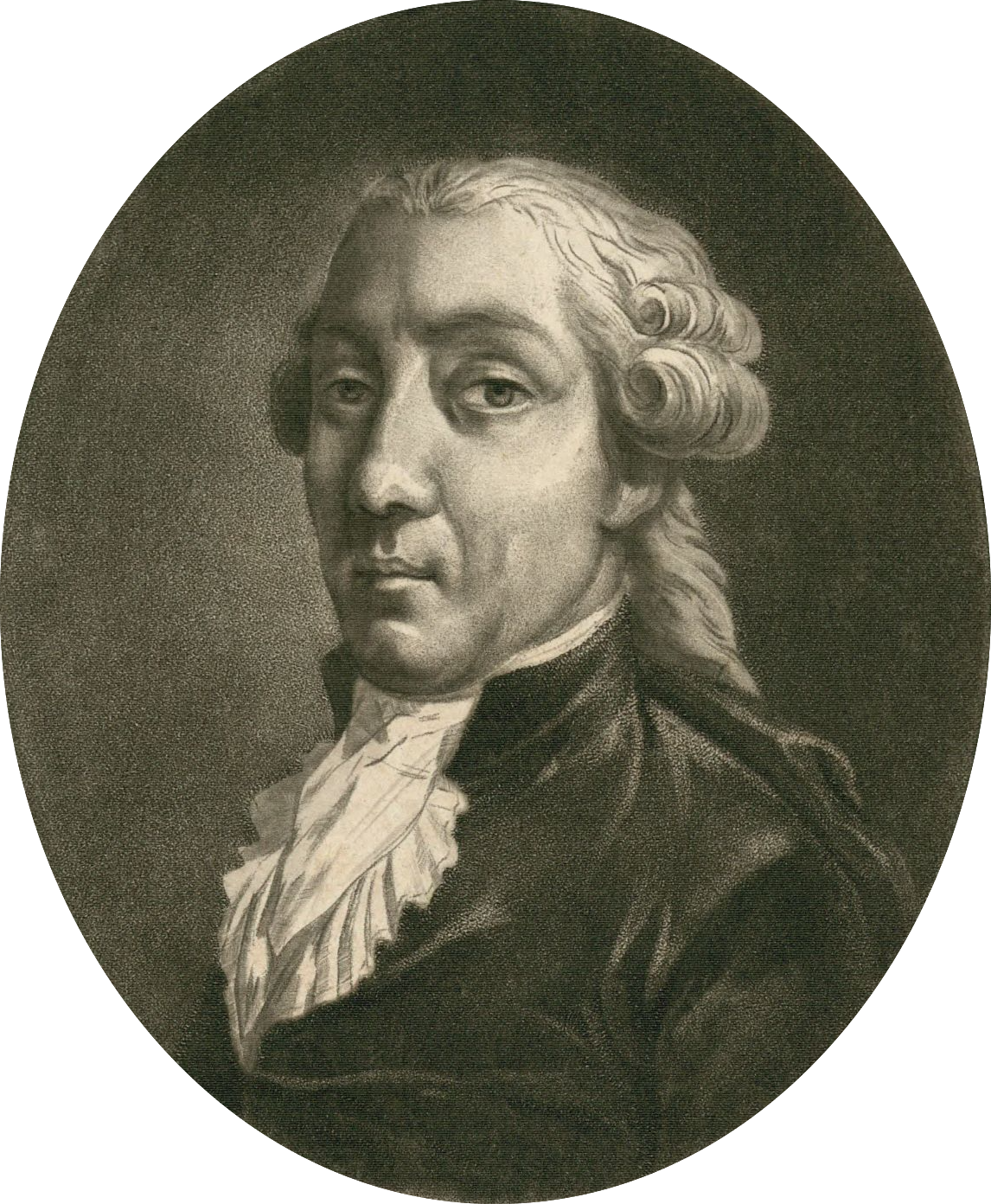
Pierre Giraud du Plessis
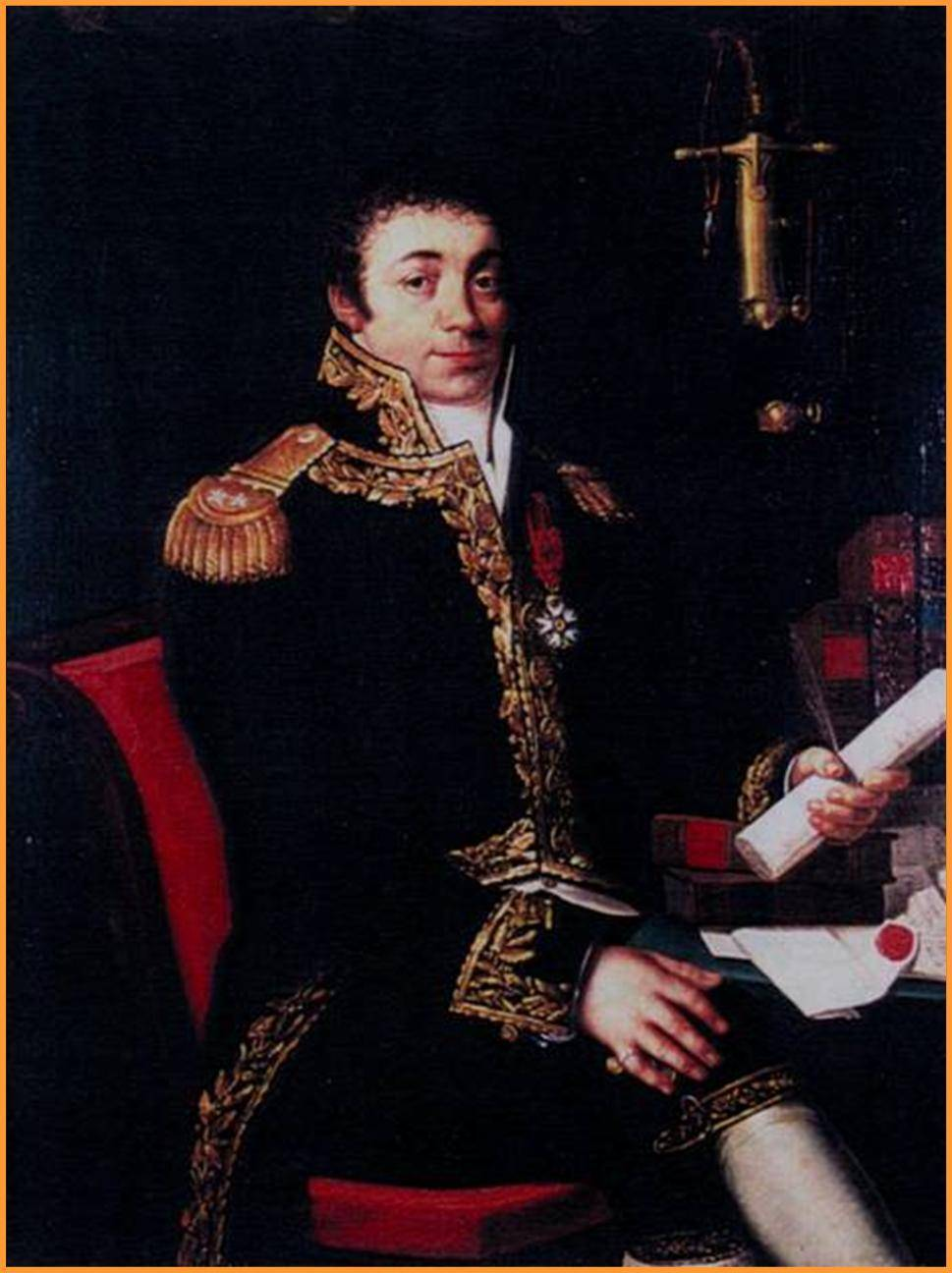
Comte Jullien
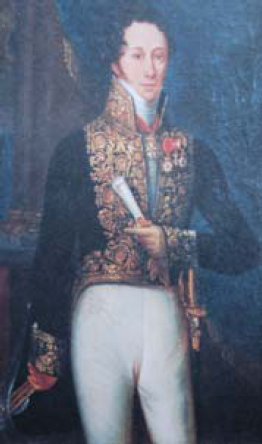
Augustin de Chazelles
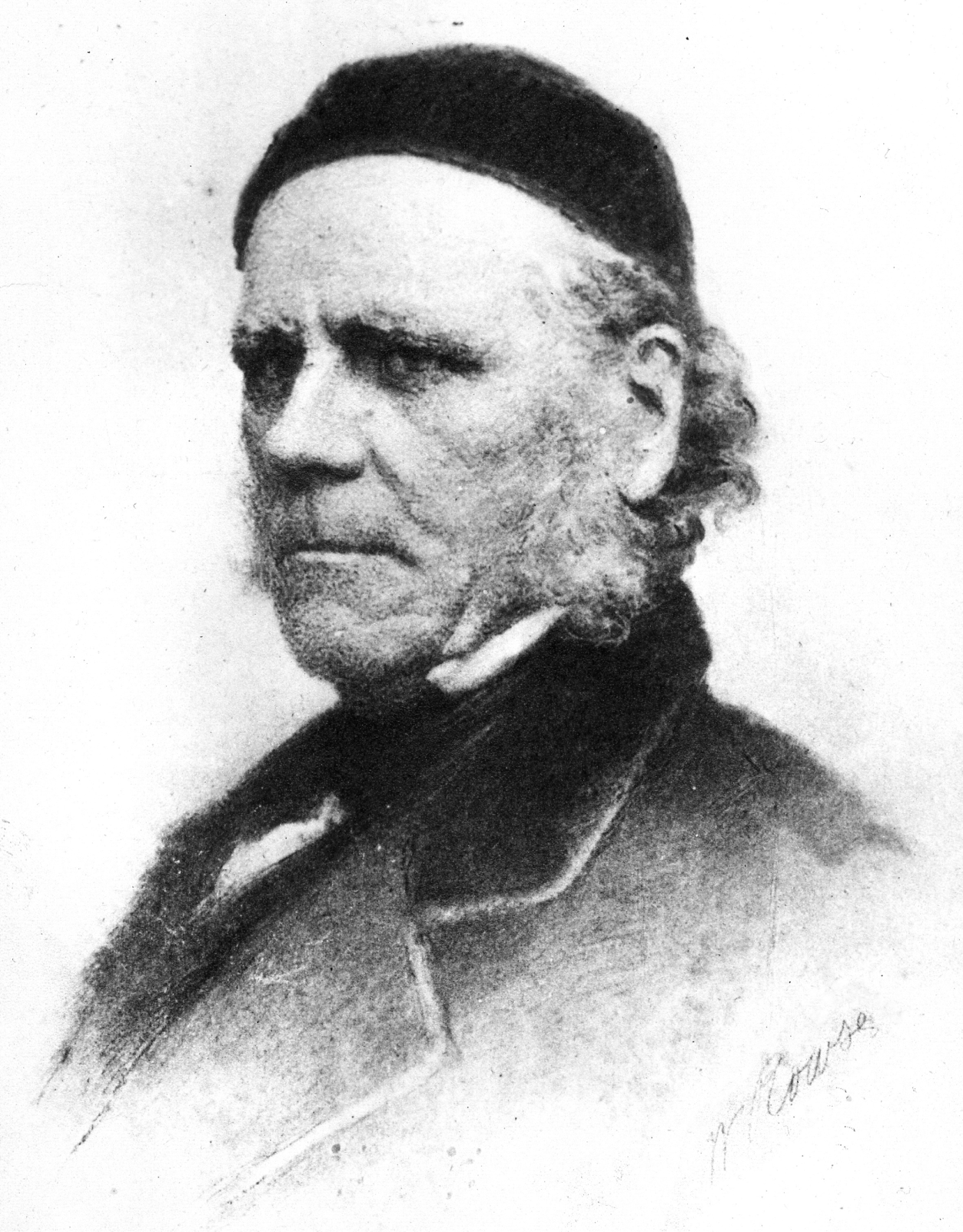
Ange Guépin
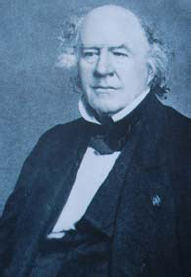
Édouard Lorois
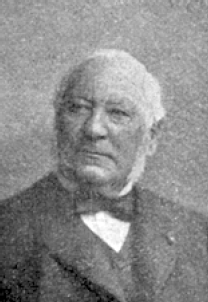
Charles Poriquet
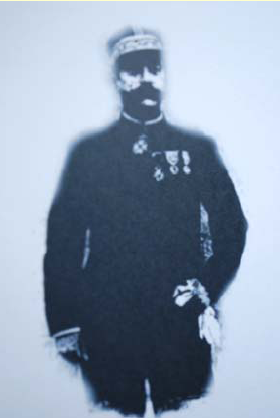
Henri Poirson

## Sources
- Le Nouvelliste du Morbihan du 25 novembre 1894.
- De Giraud Duplessis à Roth de Philippe Gustin
- Laurent Jullien, Le général Comte de l’Empire Jullien, de Lapalud à la préfecture du Morbihan, itinéraire d’un haut fonctionnaire sous le Consulat et l’Empire, Éditions de la Fenestrelle, novembre 2021.